# Deutsche Grammophon
Deutsche Grammophon je nemška založniška hiša in proizvajalka glasbenih zgoščenk in LP plošč. Znana je po visokih avdiofilskih standardih in najboljših svetovnih glasbenih umetnikih, ki snemajo zanjo. Predvsem so merodajni posnetki klasične glasbe.
Družbo Deutsche Grammophon Gesellschaft je leta 1898 ustanovil v Nemčiji rojeni ameriški državljan Emile Berliner s sedežem v Hannovru. 
Leta 1941 je družbo Deutsche Grammophon prevzela družba Siemens & Halske.
Leta 1962 je Siemens formiral skupni prodajni trg z nizozemskim Philipsom in ustanovil družbo DGG/PPI, ki nosi ime PolyGram.
Družba Deutsche Grammophon je bila lastnica prve plošče Beatlov (Polydor Records). Bila je tudi pionir na področju izdelovanja zgoščenk za široko potrošnjo in debitirala s posnetkom Straussove Alpske simfonije, v izvedbi Herberta von Karajana in Berlinskih filharmonikov.
Leta 1987 je Siemens odprodal svoj delež Deutsche Grammophonu, Philips pa je ostal večinski delničar. Leta 1998 je kanadski Seagram Company Ltd. kupil Deutsche Grammophon in PolyGram. Od tega leta dalje je Deutsche Grammophon združen v skupini produkcijskih hiš Universal Music Group, ki je del giganta Vivendi Universal.